# Mathieu Castagnet
Mathieu Castagnet (* 14. November 1986 in Saintes, Charente-Maritime) ist ein ehemaliger französischer Squashspieler. 

## Karriere
Mathieu Castagnet begann seine professionelle Karriere in der Saison 2005 und gewann vier Titel auf der PSA World Tour. Seine höchste Platzierung in der Weltrangliste erreichte er mit Position sechs im Mai 2016. Mit der französischen Nationalmannschaft wurde er 2015, 2017 und 2018 Europameister. Mit dieser nahm er außerdem an den Mannschaftsweltmeisterschaften 2011, 2013, 2017 und 2019 teil. Im Einzel wurde er 2014 nach einer Finalniederlage gegen Grégory Gaultier Vizeeuropameister. 2015, 2016 und 2018 wurde er französischer Landesmeister. An Weihnachten 2022 beendete er seine Karriere.
Im Juli 2017 heiratete er Laura Pomportes, die kurz zuvor ihre Karriere als Squashspielerin beendet hatte.

## Erfolge
- Vizeeuropameister: 2014
- Europameister mit der Mannschaft: 3 Titel (2015, 2017, 2018)
- Gewonnene PSA-Titel: 4
- World Games: 1 × Bronze (2017)
- Französischer Meister: 3 Titel (2015, 2016, 2018)